# 中村龍徳
中村 龍徳（なかむら たつのり、1976年3月16日-）は、日本のイラストレーター、ゲーム原画者。キャラクターデザイナー。
岩手県上閉伊郡大槌町出身。神奈川県在住。岩手県立大槌高等学校卒。代々木アニメーション学院仙台校卒業後、1997年アイディアファクトリー入社。同社スペクトラルシリーズ他、女性向け恋愛AVG乙女ゲームを担当。家庭用ゲーム開発と並行して、イラストレーターとして小説や雑誌でイラストを提供するなど活動の幅を広げ、2014年アイディアファクトリー退社。現在は主にソーシャルゲーム開発でアートディレクターとして活動中。

## ゲームキャラクターデザイン・原画
- モンスターコンプリワールド
- スペクトラルフォース愛しき邪悪
- 純情で可憐メイマイ騎士団
- スペクトラルフォースクロニクル
- リバースムーン
- スペクトラルフォース3 イノセントレイジ
- スペクトラルジーン
- クロスエッジ
- スペクトラルフォースジェネシス
- ダテにガメついワケじゃねェ！
- 二世の契り
- 二世の契り 想い出の先へ
- 源狼 GENROH
- 忍び、恋うつつ
- 雪月花恋絵巻※キャラクター原案で参加

## イラスト・挿絵
- 琥珀のティトラ　聖女さま、参る！小説挿絵（角川スニーカー文庫）
- 琥珀のティトラ　聖女さま、走る！小説挿絵（角川スニーカー文庫）
- プライマルストライカー　マンホールからの侵略者小説挿絵（角川スニーカー文庫）
- プライマルストライカー　ヒミツの転校生小説挿絵（角川スニーカー文庫）
- ゴールデンドーン小説挿絵（集英社スーパーダッシュ文庫）
- アルティメットウォーズ-遠く長い闇の終わりに-小説挿絵（集英社スーパーダッシュ文庫）
- モンスターコレクションカードイラスト（富士見書房）
- ガープス・マーシャルアーツ・リプレイ小説挿絵（富士見書房）
- ゲーム批評表紙絵（マイクロマガジン社）
- ムシアオの森、カササギの剣小説挿絵（一迅社文庫アイリス）
- 魔女の戴冠Ⅰ小説挿絵（幻狼ファンタジアノベルス）
- 魔女の戴冠Ⅱ小説挿絵（幻狼ファンタジアノベルス）
- 魔女の戴冠Ⅲ小説挿絵（幻狼ファンタジアノベルス）
- 魔女の戴冠-ラ・ドルチェ・ヴィータ-小説挿絵（幻狼ファンタジアノベルス）
- ミカヅチ1小説挿絵（MF文庫J）
- ミカヅチ2小説挿絵（MF文庫J）
- ミカヅチ3小説挿絵（MF文庫J）
- ミカヅチ4小説挿絵（MF文庫J）
- ミカヅチ5小説挿絵（MF文庫J）
- シュバルツ・ヘルツ-黒い心臓-オーディンの熱き鼓動小説挿絵（集英社コバルト文庫）
- シュバルツ・ヘルツ　ゲスタァン　アンコールの現人神小説挿絵（集英社コバルト文庫）
- シュバルツ・ヘルツ-黒い心臓-二重奏を翼にかえて小説挿絵（集英社コバルト文庫）
- ナイトキッドのホラー・レッスンⅠ小説挿絵（祥伝社）
- ナイトキッドのホラー・レッスンⅡ小説挿絵（祥伝社）
- 平安恋がたり小説挿絵（角川ビーンズ文庫）
- 影炎画集（エンターブレイン）